# Lebensraum
Lebensraum (Duits voor leefruimte) is een geopolitiek begrip dat van de jaren 1890 tot 1940 gebruikt werd door etnische Duitsers om de kolonisering van Centraal- en Oost-Europa na te streven. Het kreeg onder het nazisme gestalte in het Generalplan Ost. De Duitse term was oorspronkelijk bedoeld om in de biologie het leefgebied, de habitat, van een soort aan te geven en is eind 19e eeuw overgenomen door geografen die het sociaal darwinisme aanhingen. Het woord werd bijzonder populair in imperialistische en pangermanistische milieus, zoals in de Völkische Bewegung en het Alldeutscher Verband. Het idee ging verder dan de Groot-Duitse gedachte die alle Duitstalige gebieden in één staat wilde verenigen, doordat Lebensraum ook aanspraak maakte op territorium van andere volkeren. Het expansionistische ideaal leefde ook sterk buiten de Duitse grenzen, zoals in de Duitse Arbeiderspartij van Bohemen. Hitlers NSDAP nam het sociaaldarwinistische concept van Lebensraum over en koppelde dit aan haar pseudowetenschappelijke rassenbiologie. Op het einde van de Tweede Wereldoorlog verloor Duitsland de veroverde gebieden en nadien raakte het idee in diskrediet.

## Duitse ontwikkeling

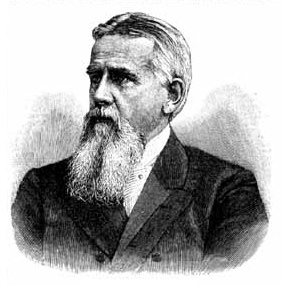
Friedrich Ratzel

In 1901 paste Friedrich Ratzel in zijn boek Lebensraum het begrip toe in de sociale geografie als aanduiding voor het minimale grondgebied dat een volk volgens hem nodig had om in zijn voedsel- en grondstoffenbehoefte te voorzien. In diezelfde tijd leefde in Duitsland sterk de gedachte dat het de wedloop met andere grote mogendheden om het verwerven van koloniën verloren had. Verschillende nationalistische groeperingen bepleitten hierom openlijk de geopolitieke positie van Duitsland te verbeteren door met militaire middelen de hegemonie te verwerven over heel Oost-Europa als achterland (Hinterland). Tijdens de Eerste Wereldoorlog was dit geen officieel oorlogsdoel, maar de nationalisten blokkeerden in feite iedere vredesregeling die Duitsland niet zo'n machtspositie zou opleveren. Tijdens de onderhandelingen die leidden tot de Vrede van Brest-Litovsk in 1918 (nietig verklaard in het Verdrag van Versailles in 1919) drongen de Duitse troepen diep in Rusland door op zoek naar graan en olie.

## Interbellum
Na de Eerste Wereldoorlog werd de wens naar meer Lebensraum groter dan ooit door de zeer slechte economische situatie. Duitsland was al zijn koloniën kwijt, moest gigantische herstelbetalingen verrichten en een belangrijk deel van de industrie (in het Ruhrgebied en Saarland) was door de Entente bezet. Ook in het boek Mein Kampf, in die tijd geschreven door Adolf Hitler, kwam het populaire begrip voor. De economische opleving eind jaren twintig maakte het streven wat minder actueel. Maar de Grote Depressie van 1929 veranderde dat eensklaps en stortte Duitsland in een chaos. 
De nazi's trokken alle propaganda-registers open en uiteindelijk bracht dit Hitler in 1933 aan de macht. Voorlopig was Duitsland echter militair veel te zwak om een agressieoorlog naar het oosten ook maar te overwegen. Hitler voerde daarom met puur nationale middelen een programma van economische stimulering uit. Het succes daarvan bracht Duitsland echter opnieuw in een crisissituatie. De levensstandaard van de Duitse arbeider steeg en daarmee stegen ook de loonkosten. Duitse industriële producten prijsden zichzelf daarmee uit de markt. De export stagneerde, de betalingsbalans verslechterde en de voorraad aan buitenlandse valuta werd kritiek laag: het was niet meer mogelijk om voldoende grondstoffen in te kopen. 
Om het totale echec van zijn economisch programma te voorkomen, begon Hitler daarom een agressieve buitenlandse politiek te voeren. Die zou binnenlands de aandacht van de economische moeilijkheden afleiden en de militaire druk op buurlanden kon Duitsland een betere positie geven in onderhandelingen met het buitenland. Voor dit laatste werd het begrip Lebensraum weer uit de kast gehaald: Duitsland eiste op hoge toon dat het gedane onrecht weer werd goedgemaakt en dat het als volwaardig lid opgenomen zou worden in de wereldgemeenschap — en dus althans zonder heffingen grondstoffen kon kopen uit andermans koloniën, met de impliciete dreiging dat men die anders wel zou komen halen door zich een Lebensraum te verwerven. Hitler kwam hierbij wel in een spagaat: hij werd tegelijkertijd verscheurd door de hoop op oorlog — alleen die zou echt resultaten opleveren — en de vrees voor oorlog: Duitsland was militair nog steeds zwak.

## Tweede Wereldoorlog

Vlag van Nazi-Duitsland.

In augustus 1939 leek Hitlers politiek succes te hebben. In het Molotov-Ribbentroppact garandeerde Stalin een structurele levering door de Sovjet-Unie van graan en olie aan Duitsland. De gecombineerde aanval van beide nieuwe bondgenoten op Polen leidde echter tot de Tweede Wereldoorlog, want na het Verdrag van München waren het Verenigd Koninkrijk en Frankrijk niet meer bereid nog verder op Hitlers eisen in te gaan. De zeeblokkade van Duitsland maakte de grondstoffenpositie erger dan ze ooit geweest was. Door toepassing van de tactiek van de Blitzkrieg lukte het Hitler onverwacht om Frankrijk te verslaan tijdens de aanval op de Lage Landen en Frankrijk (operatie Fall Gelb). Even leek het erop dat het Verenigd Koninkrijk om vrede zou vragen en Duitsland ook toegang zou krijgen tot de Britse koloniën. Maar de nieuwe Britse premier Winston Churchill peinsde hier niet over en Hitler besloot Engeland binnen te vallen. Tijdens de Slag om Engeland slaagde dit land er echter in een directe nederlaag te voorkomen en behield de macht over het Britse luchtruim en de omringende zee. De Duitse luchtmacht en marine leden zware verliezen en Hitler besefte dat een invasie doorzetten 'zelfmoord' zou zijn. 
Hitler besloot nu om met de nieuwe methode van de Blitzkrieg de nodige Lebensraum te veroveren in Rusland (wat altijd al zijn hoofddoel was geweest) door een aanval (Operatie Barbarossa) uit te voeren in 1941. Het plan was om voor eind 1941 geheel Europees Rusland, waar het overgrote deel van de Russische bevolking en industrie gevestigd was, tot aan de Oeral te bezetten. Dit zeer ambitieuze project om Duitsland in één campagne tot de dominante supermacht van de wereld te maken, werd ondersteund door het loslaten van alle normen van het internationaal recht en een volledige overgave aan de nationaalsocialistische ideologie inclusief alle imperialistische en racistische elementen. Anders dan in de Eerste Wereldoorlog, werd het veroveren van Lebensraum en het stichten van een groot Arisch rijk nu een openlijk oorlogsdoel. De verdere plannen die de nazi's voor Europees Rusland hadden na het bezetten daarvan waren volstrekt meedogenloos: in de hele Sovjet-Unie zou men de communistische en Joodse 'elite' uitmoorden (waarmee overigens al direct werd begonnen door de beruchte 'Einsatzgruppen' die vlak achter het front de Wehrmacht volgden tijdens Operatie Barbarossa) en vervangen door Duitse kolonisten. Dat zouden voornamelijk herenboeren zijn die leiding moesten geven aan Slavische horigen die als veronderstelde "Untermenschen" niet eens hoefden te kunnen lezen en schrijven. Om een voedselsurplus te scheppen voor consumptie in Duitsland zou men de volledige stedelijke bevolking van Rusland uitroeien door uithongering. 
Door het uiteindelijk mislukken van de operatie, de Duitsers werden vlak voor Moskou gestopt, konden al deze plannen slechts ten dele worden uitgevoerd. In het bezette gebied werden inderdaad de meeste Joden en veel communisten en krijgsgevangenen die in Duitse handen vielen vermoord. Het grootste deel van de bevolking van de steden Leningrad en Charkov stierf de hongerdood. Door grote tekorten aan mankracht en de guerrilla die de partizanen voerden, lukte het de Duitsers echter niet het platteland te beheersen. Men zag zich gedwongen voedsel uit Duitsland naar de Sovjet-Unie aan te voeren om de Duitse troepen te bevoorraden in plaats van andersom. Wat Stalins tactiek van de verschroeide aarde niet aan mijnen en industrieën vernietigd had, moest met Slavische werkkrachten aan de gang gehouden worden. De belangrijkste inspanningen van Duitsland lagen op dit gebied en verloren al snel hun ideologische lading. De kolonisatie door Germaanse (ook Nederlandse en Vlaamse) boeren bleef grotendeels beperkt tot een klein aantal mislukte en amateuristisch opgezette projecten in de westelijke Oekraïne en oostelijk Polen (Zamość). Vanaf 1942-1943 begon de kortstondig verworven 'Lebensraum' weer te slinken door het steeds sterker wordende offensief dat de Sovjet-Unie toen ontketende.

## Nederland
Nederland had na de Tweede Wereldoorlog eveneens een plan om Duits grondgebied in te nemen. De belangrijkste motivatie hiervoor was compensatie voor de schade die Duitsland had aangericht in Nederland en tevens "meer levensruimte voor het Nederlandse volk".